# Ballo di famiglia
Ballo di famiglia (titolo originale Family Dancing) è il titolo del libro d'esordio dello scrittore statunitense  David Leavitt, pubblicato nel 1984.
Si tratta in realtà di una raccolta di racconti, tutti ambientati negli Stati Uniti degli anni ottanta, ossia nel pieno del fenomeno dello yuppismo e tutti incentrati sull'analisi impietosa di famiglie della classe media apparentemente normali se non perfette ma che in realtà nascondono situazioni segrete e non sempre confessabili: sessualità vissute di nascosto, strascichi di vite coniugali precedenti, ripercussioni sui figli di scelte coniugali forzose o forzate, malattie mortali come il cancro con cui fare i conti.
La caratteristica che accomuna i personaggi di questi racconti è la delusione profonda per la situazione in cui si trovano a vivere e il corrispondente desiderio o ricerca di vie di fuga.
Molti di essi sono incentrati esplicitamente sul tema dell'omosessualità e di come essa si ripercuote nel modo in cui i singoli protagonisti la vivono realmente all'interno del contesto familiare, in contrasto con l'immagine rassicurante che si tenta di fornire verso il mondo esterno.
Nei nove racconti spiccano le figure femminili delle quali, come scrive Fernanda Pivano vi è "... una conoscenza così profonda della psicologia degli adulti e specialmente delle donne adulte da sorprendere in uno scrittore così giovane".
Il libro, pubblicato da Leavitt all'età di ventitré anni, riscosse un notevole successo sia per gli argomenti trattati, inconsueti per l'epoca, che per lo stile letterario, freddo e minimalista, e rappresentò il lancio di Leavitt sulla scena letteraria americana dell'epoca, successo che lo scrittore poi consolidò con i lavori successivi.
In Italia il libro è stato pubblicato nel 1986 da Arnoldo Mondadori Editore che ha curato anche tutte le edizioni successive (sei, di cui la più recente nel 2001, ISBN 88-04-49268-6).

## Contenuto
Il libro raccoglie nove racconti:
- Territorio (racconto)
- Contando i mesi
- Il cottage perduto
- Alieni (racconto)
- Danny in transito
- Ballo di famiglia
- Radiazioni (racconto)
- Da queste parti
- Devota